# Цивільне процесуальне право
Цивільне процесуальне право як галузь процесуального права і законодавства — сукупність правових норм, що регулюють порядок розгляду і вирішення судом цивільних справ, тобто правосуддя в цивільних справах.
Наука цивільного процесу виступає складовою юридичної науки, вона вивчає цивільне процесуальне право, цивільне судочинство і теорію цивільного процесуального права.
«Наука цивільного процесуального права України, як самостійна галузь правознавства, порівняно молода, але зробила вагомий внесок в розвиток теорії цивільного процесуального права і цивільного процесуального законодавства та практику його застосування».

## Предмет, джерела і принципи цивільного процесуального права
Предметом цивільного процесуального права є суспільні відносини, що виникають у сфері цивільного судочинства, тобто цивільні процесуальні відносини.
Джерелами цивільного процесуального права є:
1. Конституція України — закріплює найважливіші принципи судочинства. Конституційні норми мають пріоритет при нормотворчості й правозастосуванні.
2. Цивільний процесуальний кодекс України, що є основним джерелом норм цивільного процесуального права, оскільки містить норми, що визначають завдання і принципи цивільного процесу, положення загальної частини статичного характеру, а також розгорнуті процесуальні регламенти, що відображають динаміку діяльності суду й інших учасників судочинства.
3. Інші закони України, що містять процесуальні норми («Про судоустрій і статус суддів»[4], «Про третейські суди»[5], «Про міжнародне приватне право»[6], «Про прокуратуру», «Про міжнародний комерційний арбітраж»[7], «Про місцеве самоврядування в Україні»[8]).
4. Підзаконні нормативно-правові акти: Укази Президента України, акти Уряду України, міністерств та відомств.
5. Рішення Конституційного Суду України. Згідно зі статтею 151-2 Конституції України, Конституційний Суд України постановляє рішення, які обов'язкові до виконання на території України, остаточні й не можуть бути оскаржені.
6. Міжнародні угоди і договори, що визначають взаємну правову допомогу держав по цивільних справах, згода на обов'язковість яких надана Верховною Радою України (наприклад, Гаазька конвенція з питань цивільного процесу 1954 року[9]).

Принципи цивільного процесуального права закріплені Конституцією України, основні з яких:
- здійснення правосуддя виключно судами (стаття 124);
- принцип територіальності і спеціалізації побудови системи судів загальної юрисдикції (стаття 125);
- здійснення правосуддя суддею одноособово, колегією суддів, а також за участю народних засідателів (ч. 2 статті 129);
- незалежність і недоторканність суддів та підкорення їх тільки законові (ч. 1 статті 126, ч. 1 статті 129);
- законність (п. 1 статті 129);
- рівність усіх учасників процесу перед законом і судом (п. 2 статті 129);
- змагальність сторін та свобода в наданні ними судові своїх доказів і доведенні перед судом їх переконливості (п. 3 статті 129);
- гласність судового процесу та його повне фіксування технічними засобами (п. 6 статті 129);
- державна мова судочинства (стаття 10) тощо.

До принципів цивільного процесуального права, закріплених законодавством про цивільне судочинство, належать наступні:
- диспозитивність;
- процесуальна рівноправність сторін;
- раціональна процесуальна форма;
- усність;
- безпосередність;
- оперативність судового процесу[10].

## Цивільний процес

### В іноземних державах
У країнах СНД правове регулювання цивільного судочинства мало загальну основу, на якій побудовано і цивільне судочинство України, за незначними відмінностями, зумовленими особливостями державного будівництва.
У більшості іноземних держав джерелами цивільного процесуального права виступають ЦПК або відповідні їм за змістом закони. У Франції — ЦПК 1806 р. (нові редакції 1976, 2007 рр.), який був прийнятий повністю чи зі змінами Бельгією, Голландією, Італією, Іспанією, Португалією та ін. В Англії діють: Закон про цивільне судочинство 1997 p., Правила цивільного судочинства 1998 р. У США — Федеральні Правила цивільного процесу, Правила провадження справ у Верховному суді США, в штатах — кодекси.
В Англії і США суди можуть розглядати також справи тільки між іноземцями.
В США позов до іноземця може бути пред'явлений у будь-якому районному суді, на території діяльності якого можна розшукати іноземця і вручити йому судову повістку про виклик до суду.